# Distrito de Río Grande (Palpa)
Río Grande es un distrito (municipio) situado en la provincia de Palpa, en el departamento de Ica, Perú. Según el censo de 2017, tiene una población de 2658 habitantes.

## Historia
Fue creado el 16 de enero de 1953 mediante Ley 11969.

## Autoridades

### Municipales
- 2023 - 2026
  - Alcalde: Ruperto Germán Preciado Espino

- 2011 - 2014[4]
  - Alcalde: Ruperto Germán Preciado Espino, del Partido Movimiento Regional Obras por la Modernidad (G).
  - Regidores: Manuel Antonio Calvera León (AP), Carlos Dionisio Cucho Chalco (AP), Nancy Modesta Ramírez Soller (AP), Elar Moisés Angulo Vilca (AP), Vladimiro Pavel Vasquez Morales (Alianza Unidad Regional).